# Molière (film 1978)
Molière è un film del 1978 diretto dal Ariane Mnouchkine. Diviso in due parti tratta della biografia del drammaturgo/commediografo francese Molière.
È stato presentato in concorso al 31º Festival di Cannes.

## Riconoscimenti
- 1979 - Premio César
  - Miglior fotografia
  - Miglior scenografia